# Abotoado
Armau (Pterodoras granulosus) é um peixe siluróide da família dos doradídeos (Pterodoras granulosus), encontrado em diversos rios brasileiros, principalmente em rios dos estados de Mato Grosso do Sul e Mato Grosso, e frequenta poços de grande profundidade onde rastreia o fundo atrás de comida. O Armau pode atingir até 70 cm de comprimento e 7Kg de peso e seu corpo é coberto por placas ósseas. Também é conhecido como armado, abotoado, armal e bacu.